# Mieszkaniec
Mieszkaniec – największe warszawskie czasopismo społeczno-samorządowe. Jako jednolity tytuł ukazuje się w kontrolowanym nakładzie 40–45 tys. egzemplarzy. Głównie zajmuje się tematami związanymi z prawobrzeżną Warszawą. Czasopismo jest bezpłatnym dwutygodnikiem. Dystrybuowane jest w przeszło 300 punktach (sklepach, urzędach, bankach oraz placówkach zdrowia, punktach usługowych i handlowych) na terenie dzielnic Praga-Północ, Praga-Południe Rembertów, Wawer i Wesoła. Czasopismo dostępne jest także w niektórych urzędach i instytucjach mieszczących się w lewobrzeżnej części Warszawy. Założycielem i pierwszym redaktorem naczelnym w latach 1991-2016 był red. Wiesław Nowosielski. Obecnie redaktorem naczelnym jest Barbara Morawska-Nowosielska. 
Gazeta powstała 1 kwietnia 1991 r. Jej objętość waha się od 16 do 24 stron. Druk czarno-biały i kolorowy. Wersja internetowa jest w 100 procentach kolorowa. W Mieszkańcu ukazują się stałe i zarejestrowane podtytuły: Puls Medyczny i MotoMieszkaniec. Z reguły każdy z tytułów zajmuje od 1 do 2 stron. Puls Medyczny Mieszkańca traktuje o służbie zdrowia i medycynie, a MotoMieszkaniec o motoryzacji. 
9 marca 2006 roku ukazało się 400. wydanie „Mieszkańca”, z tą datą gazeta stała się członkiem Związku Kontroli i Dystrybucji Prasy. 
Od marca 2006 roku funkcjonuje strona internetowa gazety: www.mieszkaniec.pl, na której zamieszczane są wszystkie numery gazety. 

## Stałe działy
- Kobiecym okiem
- Światowe uwagi chłopaka z Pragi
- Z miasta

## Współpraca
Współpracownikami byli lub są: m.in. Zygmunt Broniarek, Tomasz Szymański, Krzysztof Żak, Czesław Rowiński, Elżbieta Golińska, Konrad Niklewicz, Wiktoria Malińska, Stanisław Kuźniak, Krzysztof Maciąg, Przemysław Michalski, Stanisław Błaszczyk, Anna Morawska, Karolina Suchenek, Jarosław Gajewski, Jan Berger, Stanisław Goszczurny, prof. Leszek Ceremużyński, Andrzej Kemski, Magdalena Pawlak, Krystyna Dolega, ks. prałat Krzysztof Jackowski, Szaser, Jan Maria Jackowski, Leszek Pogorzelski, Ryszard Mikliński, Krzysztof Czubaszek, Jan Berger, Marek Luty, Ryszard Majkowski, Janusz Piechociński, Tadeusz Wł. Świątek, Robert Smoktunowicz, Marcin Święcicki, Jacek Frankowski, Julia Piłasewicz, Zuzanna Piłasewicz, Piotr Wiśnioch, Paulina Kluczek, Przemysław Bogusz, Adam Rosiński, Małgorzata K. Piekarska, Marta Jurga, Agata Ballaun, Olga Kamionek, Andrzej Nowakowski, Katarzyna Zielińska-Witek, Marcin Kalicki, Sandra Borowiecka, Anna Krzesińska i Klaudia Sienkiewicz.

## Inicjatywy
Gazeta Mieszkaniec jest pomysłodawcą i współorganizatorem takich przedsięwzięć jak: plebiscyt wśród czytelników wybierających „Zacnych Mieszkańców”. Pierwszymi laureatami zostali: Agnieszka Osiecka, Tadeusz Drozda, prof. Wojciech Maria Kuś, Henryk Machalica, Ryszard Szurkowski. Następnie tytuł ten uzyskali: ks. Krzysztof Jackowski, Zygmunt Kęstowicz, Zenon Nowosz, Janusz Rewiński, Tomasz Łysiak, Wojciech Malajkat i ks. Stanisław Rawski.

## Nagrody i wyróżnienia
- „Medal za zasługi dla Warszawy” przyznawany przez Radę m.st. Warszawy (jako pierwszej w stolicy gazecie)
- Medal „IV wieki stołeczności Warszawy”
- Medal okolicznościowego wykonanego na 350-lecie nadania praw miejskich Pradze za „działalność społeczną, charytatywną oraz za popularyzację problematyki samorządowej”
- W roku 2011 redaktor naczelny „Mieszkańca” Wiesław Nowosielski otrzymał uchwałą Rady m.st. Warszawy „Nagrodę m.st. Warszawy” za całokształt działalności dziennikarskiej.